# Paul Dumont
Pour les articles homonymes, voir Paul Dumont (homonymie) et Dumont.
Paul Dumont est un historien français né le 1er mai 1945 à Beyrouth.
Il est spécialiste d'histoire turque et balkanique.

## Biographie
Paul Dumont fait ses études à la Sorbonne, puis à Paris-IV-Sorbonne après l'éclatement de cette université. Il soutient sa thèse de doctorat en 1971 : La « Littérature villageoise » en Turquie. Approche socio-historique.
De 1971 à 1989, il est chercheur au Centre national de la recherche scientifique. Il enseigne à l'Institut national des langues et civilisations orientales, de 1980 à 1990, ainsi qu'à l'École des hautes études en sciences sociales de 1985 à 1990. Il soutient sa thèse de doctorat d'État en 1987, à l'université de Strasbourg-II : De l’Empire ottoman à la Turquie actuelle. Études d’histoire politique, sociale et culturelle. En 1989, il devient professeur de rang magistral à Strasbourg-II.
De 1993 à 1997, Paul Dumont a été directeur de l'URA 1540 du CNRS, Mondes turcs et iraniens à l'époque moderne et contemporaine. Il a été directeur de l'Institut français d'études anatoliennes de 1999 à 2003, et conférencier à l'université francophone Galatasaray d'Istanbul.
Depuis 1981, Paul Dumont est codirecteur de la revue Turcica, avec Gilles Veinstein.
Paul Dumont travaille sur la sociabilité dans l'empire ottoman, et notamment la franc-maçonnerie, à la Turquie de l'entre-deux-guerres, dans le prolongement de sa thèse d'État, ainsi qu'aux voyages d'études des attachés militaires français dans les provinces orientales de l'Empire ottoman, après des recherches sur les conscrits, et, depuis les années 1970, aux origines du socialisme dans l'Empire ottoman.

## Publications

### Ouvrages
- Anthropologie du conscrit français, Paris-La Haye, Mouton, 1972 (avec Emmanuel Le Roy Ladurie et Jean-Paul Aron)
- Les Mouvements socialistes dans l'empire ottoman, Istanbul, Gözlem, 1977 (en collaboration avec Georges Haupt)
- Mustapha Kemal invente la Turquie moderne, Bruxelles, Complexe, 1983, nouv. éd. 1997 et 2006 (ouvrage couronné par l'Académie française)
- Enjeux de l’immigration turque en Europe. Les Turcs en France et en Europe, Paris, L’Harmattan, 1995 (en collaboration avec M. Anasatassiadou, A. Jund et S. de Tapia)
- Les Sociaux-démocrates bulgares et le Bureau socialiste international. Correspondance, 1900-1914, Sofia, éd. Mikom, 1996
- Du socialisme ottoman à l’internationalisme anatolien, Istanbul, Les éditions Isis, 1997
- Vivre ensemble dans l’Empire ottoman. Sociabilités et relations intercommunautaires. XVIIIe – XIXe siècles, Paris, L’Harmattan 1997, (en collaboration avec François Georgeon).
- Osmanlıcılık, Ulusçu Akımlar ve Masonluk (Ottomanisme, mouvements nationaux et franc-maçonnerie), Istanbul, Yapı ve Kredi Yay., 2000.
- Les Grecs d'Istanbul et le patriarcat œcuménique au seuil du XXIe siècle, Paris, Le Cerf, 2011 (avec Méropi Anastassiadou-Dumont).
- La Franc-maçonnerie d'obédience française dans l'Empire ottoman, Istanbul, Les éditions Isis, 2013.

### Direction d'ouvrages collectifs
- La Turquie et la France à l'époque d'Atatürk, ADET, coll. Turcica, 1981.
- Contributions à l'histoire économique et sociale de l'Empire ottoman, Bruxelles-Istanbul, Peeters/Institut français d'études anatoliennes, 1983 (codirection avec Jean-Louis Bacqué-Grammont).
- Radicalismes islamiques, Paris, L'Harmattan, 1986, deux vol. (codirection avec Olivier Carré).
- La Turquie au seuil de l'Europe, Paris, L'Harmattan, 1991 (codirection avec François Georgeon).
- Turquie : livres d'hier, livres d'aujourd'hui, Istanbul-Strasbourg, Les éditions Isis/Université des sciences humaines de Strasbourg, 1992.
- Villes ottomanes à la fin de l'Empire, Paris, L'Harmattan, 1992 (codirection avec François Georgeon).
- Nâzim Hikmet, 30 ans après, 1963-1993, numéro spécial de la revue Anka, automne 1993.
- L'horloger du sérail : aux sources du fantasme oriental chez Jean-Jacques Rousseau, Paris-Istanbul, Maisonneuve et Larose/Institut français d'études anatoliennes, 2005.

### Contributions à des ouvrages collectifs
- « À l'aube du rapprochement franco-turc : le colonel Louis Mougin, premier représentant de la France auprès du gouvernement d'Ankara (1922-1925) », dans Paul Dumont et Jean-Louis Bacqué-Grammont (dir.), La Turquie et la France à l'époque d'Atatürk, Paris, ADET, 1981.
- « İsmet İnönü et son temps dans les archives publiques françaises », dans Hâmit Batu et Jean-Louis Bacqué-Grammont (dir.), L'Empire Ottoman, la République de Turquie et la France, Paris-Istanbul, ADET/Les éditions Isis, 1986.
- « Un officier des forces d'occupation Françaises en Turquie : le colonel Louis Mougin (1919-1922) », dans IX. Türk Tarih Kongresi, Ankara, 1989, tome III.
- « La période des Tanzimat » et « La mort d'un Empire » (avec François Georgeon), dans Robert Mantran (dir.), Histoire de l'Empire ottoman, éd. Fayard, 1989, pp. 459–522 et pp. 577–528
- « La tradition populaire dans la poésie turque contemporaine », dans Poésie du Proche-Orient et de la Grèce, éd. Asfar, 1990, pp. 127–138.
- « Les hommes d'affaires turcs vus par eux-mêmes », dans Paul Dumont et François Georgeon (dir.), La Turquie au Seuil de l'Europe, pp. 203–218.
- « Les Grecs dans les nouvelles de Sait Faik », dans Mélanges offerts à Louis Bazin, éd. L'Harmattan, 1992, pp. 331–340
- « Les Juifs, les Arabes et le choléra. Les relations intercommunautaires à Bagdad à la fin du XIXe siècle », dans Paul Dumont et François Georgeon (dir.), Villes ottomanes à la fin de l'Empire, pp. 153–170
- « Le premier mai en Turquie », dans J. Thobie et S. Kançal (dir.), Industrialisation, communication et rapports sociaux en Turquie et en Méditerranée orientale, éd. L'Harmattan, 1994, pp. 245–257
- “A Jewish, Socialist and Ottoman Organization: the Worker's Federation of Thessaloniki”, dans M. Tunçay et E. J. Zürcher (ed.), Socialism and Nationalism in the Ottoman Empire. 1876-1923, Londres, The British Academic Press, 1994, pp. 49–76
- “Jews, Muslims and Cholera : Intercommunal Relations in Baghdad at the End of the Nineteenth Century”, dans A. Levy (ed.), The Jews of the Ottoman Empire, 1994, pp. 353–372